# Вишель-Нантёй
Вишель-Нантёй (фр. Vichel-Nanteuil) — коммуна во Франции, находится в регионе Пикардия. Департамент коммуны — Эна. Входит в состав кантона Виллер-Котре. Округ коммуны — Шато-Тьерри.
Код INSEE коммуны — 02796.

## Население
Население коммуны на 2010 год составляло 95 человек.
| 1962 | 1968 | 1975 | 1982 | 1990 | 1999 | 2010 |
| ---- | ---- | ---- | ---- | ---- | ---- | ---- |
| 133  | 122  | 96   | 67   | 88   | 86   | 95   |

## Экономика
В 2010 году среди 63 человек трудоспособного возраста (15—64 лет) 46 были экономически активными, 17 — неактивными (показатель активности — 73,0 %, в 1999 году было 75,9 %). Из 46 активных жителей работали 44 человека (25 мужчин и 19 женщин), безработных было 2 (1 мужчина и 1 женщина). Среди 17 неактивных 6 человек были учениками или студентами, 6 — пенсионерами, 5 были неактивными по другим причинам.